# Jasieńczyk (Beskid Wyspowy)
Jasieńczyk (836 m) – mało wybitny szczyt Beskidu Wyspowego. Znajduje się w długim, południowo-wschodnim grzbiecie ciągnącym się od Modyni przez Jasieńczyk i Klończyk po Spleźnię. Od Modyni Jasieńczyk oddzielony jest przełęczą Cisowy Dział (ok. 795 m). Obszary tej przełęczy zajmują pola i zabudowania należącego do miejscowości Młyńczyska osiedla Cisowy Dział i należącego do Kiczni osiedla Wyrębiska. Od strony wschodniej pola te wdzierają się wysoko na stoki Jasieńczyka, niemal pod sam jego szczyt. Przez przełęcz prowadzi droga asfaltowa łącząca Młyńczyska z Kicznią. Sam szczyt i pozostałe stoki Jasieńczyka są porośnięte lasem i nie prowadzi przez niego żaden znakowany szlak turystyki pieszej, można jednak przejść jego grzbietem dość wyraźną ścieżką, która przewija się to z lewej, to z prawej strony grzbietu, szczyt Jasieńczyka omijając po południowej stronie.
Północne stoki Jasieńczyka należą do wsi Młyńczyska, południowe do wsi Kicznia.